# Imling
Imling (Duits: Imlingen ) is een gemeente in het Franse departement Moselle (regio Grand Est) en telt 653 inwoners (1999). De plaats maakt deel uit van het arrondissement Sarrebourg.

## Geografie
De oppervlakte van Imling bedraagt 6,1 km², de bevolkingsdichtheid is 107,0 inwoners per km².
De onderstaande kaart toont de ligging van Imling met de belangrijkste infrastructuur en aangrenzende gemeenten.

## Demografie
Onderstaande figuur toont het verloop van het inwonertal (bron: INSEE-tellingen).